# Cysatus
Cysatus est un cratère lunaire situé au sud de la face visible de la Lune. Il se trouve contre le cratère Gruemberger situé au nord dans lequel il pénètre et plus au nord les cratères Blancanus et Clavius. Au sud il y a le cratère Moretus et à l'est le cratère Curtius. Ce cratère a un contour circulaire. Aucun craterlet ne vient perturber la contour ni le plancher intérieur. Les bords du cratère retombent vers l'intérieur sous forme de terrasses. Le cratère Cysatus a donné son nom à la chaîne de montagnes lunaires Monticuli Cysati qui s'élève dans son périmètre[réf. nécessaire].
En 1935, l'Union astronomique internationale a donné, à ce cratère lunaire, le nom de l'astronome et mathématicien suisse Jean-Baptiste Cysat.
Par convention, les cratères satellites sont identifiés sur les cartes lunaires en plaçant la lettre sur le côté du point central du cratère qui est le plus proche de Cysatus.
| Cysatus | Latitude | Longitude | Diamètre |
| ------- | -------- | --------- | -------- |
| A       | 64.2° S  | 0.8° W    | 14 km    |
| B       | 65.7° S  | 1.8° W    | 8 km     |
| C       | 63.8° S  | 0.6° E    | 27 km    |
| D       | 65.0° S  | 6.0° W    | 5 km     |
| E       | 66.7° S  | 1.3° W    | 48 km    |
| F       | 63.9° S  | 3.5° W    | 5 km     |
| G       | 65.8° S  | 0.3° W    | 6 km     |
| H       | 66.8° S  | 0.0° E    | 8 km     |
| J       | 63.0° S  | 0.8° E    | 10 km    |